# Enno Penno
Enno Penno (ur. 22 kwietnia 1930 w Tallinnie, zm. 16 listopada 2016 w Sztokholmie) – polityk i inżynier estoński, szef rządu emigracyjnego w Sztokholmie od 1 marca 1990 do 15 września 1992.
Był synem Rudolfa Penno (1896–1951), estońskiego deputowanego z lat międzywojennych, a podczas II wojny światowej partyzanta i członka Leśnych Braci, którego rodzina w 1944 uciekła przed Sowietami na emigrację do Szwecji. Enno Penno pracował tam jako inżynier, a w 1965 był wykładowcą na Uniwersytecie w Illinois. Działał w stowarzyszeniach inżynierskich i emigracyjnych. Od 1981 do 1986 przewodniczył Estońskiemu Towarzystwu Naukowemu w Szwecji, od 1990 do 1992 zasiadał w zarządzie Szwedzkiego Towarzystwa Jakości, do 1996 w radzie Szwedzkiego Towarzystwa Budowlanego.
Jednocześnie był sekretarzem generalnym Estońskiej Unii Demokratycznej. Od 1962 do 1964 był ministrem transportu w rządzie emigracyjnym, a następnie p.o. ministra edukacji. 1 marca 1990 został premierem na uchodźstwie, gdy dotychczasowy premier Heinrich Mark został prezydentem na uchodźstwie. Po rozpadzie ZSRS i ogłoszeniu 20 sierpnia 1991 odzyskania suwerenności i niepodległości przez Estonię, Mark i Penno 15 września 1992 przekazali insygnia władzy nowym władzom w Tallinnie.

## Odznaczenia
- Order Herbu Państwowego III klasy (1999)[2]